# Art lombard

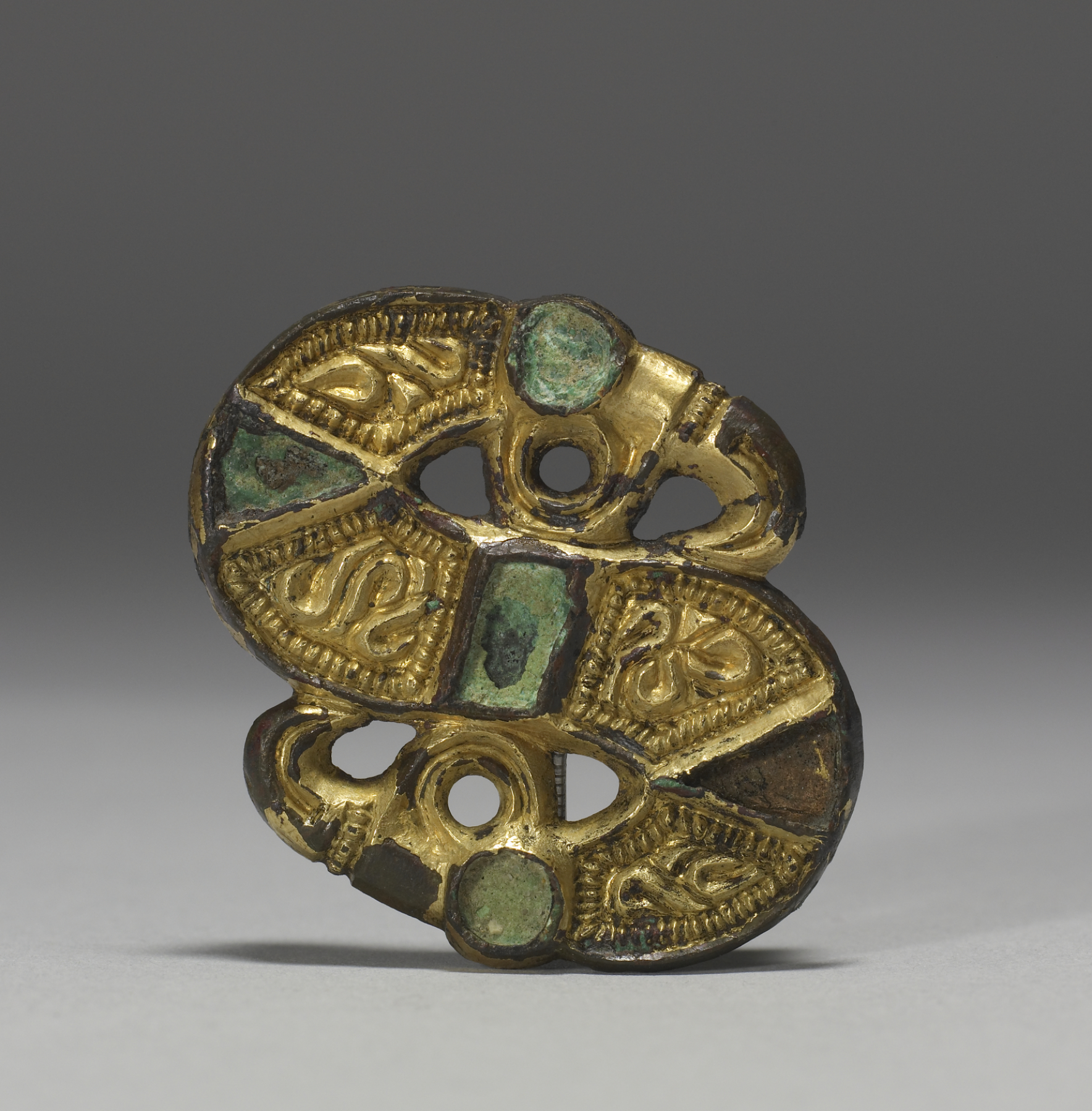
Fibule lombarde en forme de S

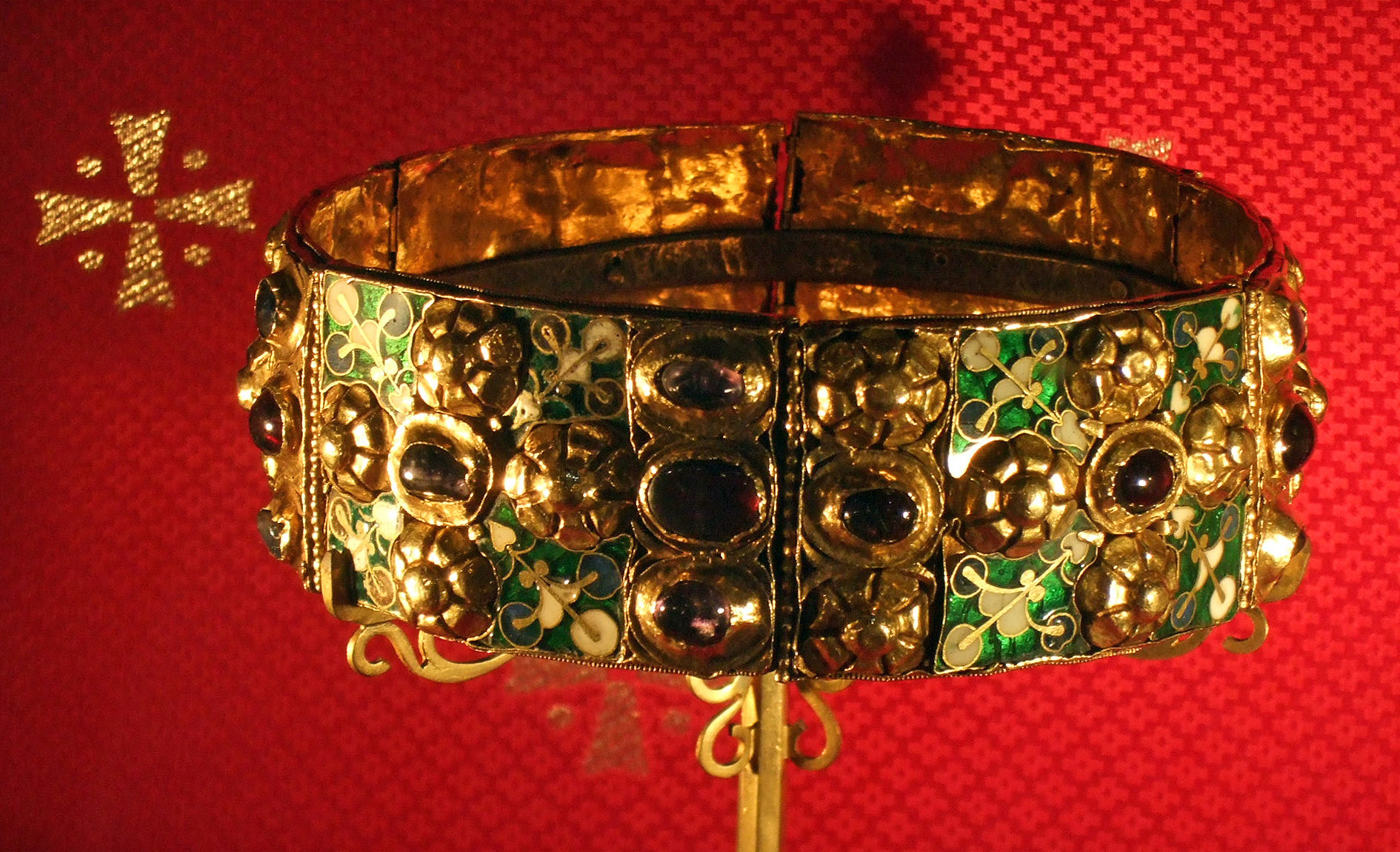
La Couronne de fer des rois lombards

L'art lombard réunit les manifestations artistiques réalisées en Italie pendant le règne des Lombards. Ceux-ci, arrivés en Italie en l'an 568 et défaits en l'an 774, ont demeuré en Italie méridionale jusqu'à la fin du Xe et au  XIe siècle.
Les Lombards arrivèrent en Italie en passant par le Frioul guidés par le roi Alboin.  
Rapidement, ils dominèrent de vastes territoires. Leurs conquêtes furent en partie facilitées par la faible résistance opposée par les villes, qui étaient retombées depuis peu sous la coupe des Byzantins : Milan en l'an 569, Pavie — future capitale lombarde — en l'an 572. Les territoires conquis, séparés par la bande étroite des territoires pontificaux allant du Latium à la Romagne et par l'exclusion de postes avancés byzantins, se composaient de deux parties. La partie au nord, plus compacte (La Lombardie Majeure), et une autre au sud, composée de duchés morcelés indépendants (Lombardie Mineure).
Avec leur arrivée en Italie, les Lombards introduisirent leur propre tradition artistique, marquée d'une empreinte germanique, même si celle-ci avait elle-même été déjà influencée par des éléments byzantins pendant leur long séjour en Pannonie (VIe siècle). Cette empreinte resta longtemps visible, surtout dans les éléments ornementaux (symbolisme, décors phytomorphiques ou zoomorphiques).
À la suite de leur sédentarisation en Italie, c'est un vaste processus de fusion qui prit corps, entre l'élément germanique et celui latino-byzantin, ce qui donna naissance à une société toujours plus homogène et qui émergea rapidement comme proprement « italienne ».
Dans un tel contexte, on désigne par art lombard l'entière production artistique créée en Italie pendant la domination lombarde, principalement aux VIIe et VIIIe siècles, indépendamment donc de l'origine ethnique (souvent difficile à établir) des divers intervenants.

## Orfèvrerie

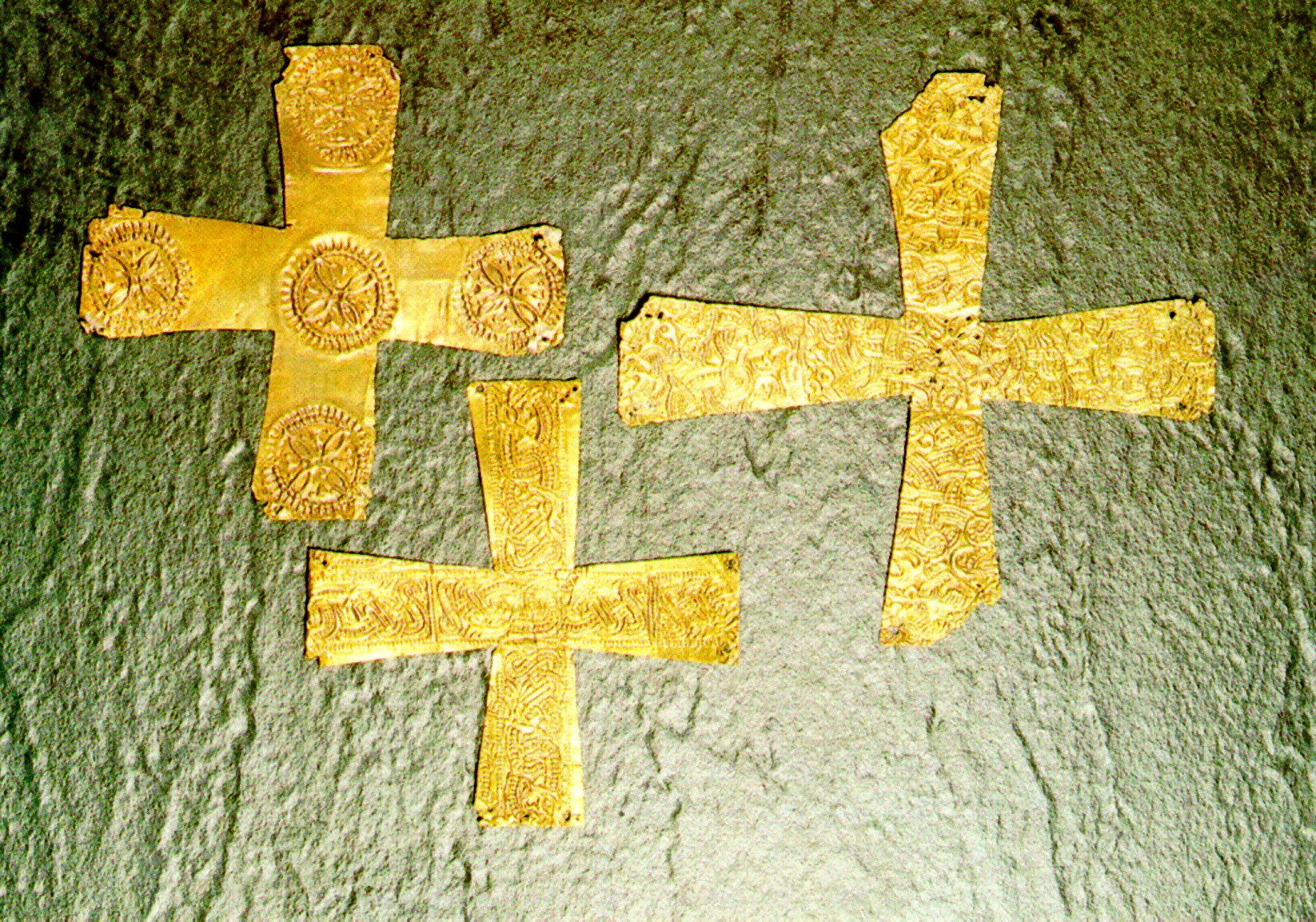
Petites croix

Avant leur descente en Italie, la principale expression artistique des Lombards était liée à l'orfèvrerie, mélangeant les traditions germaniques avec des influences de la fin d'époque romaine de la province de Pannonie (Europe centrale, au sud du Danube). De cette période initiale datent les petites croix en feuilles d'or martelées qui remplacèrent les monnaies d'ascendance germanique, qui étaient déjà amplement diffusées comme amulettes. Les petites croix, selon une typologie d'origine byzantine, étaient utilisées comme ornements sur l'habillement.
Des figures d'animaux, stylisés mais reconnaissables, étaient représentées sur les exemplaires les plus anciens, alors que ces petites croix furent ensuite décorées d'enchevètrements d'éléments végétaux, à l'intérieur desquels apparaissaient parfois des figurines zoomorphes.
Dans la production de haut niveau, on trouve des croix serties de pierres rares, comme la Croix de Agilulfe au Musée Serpero de Monza (début du VIIe siècle), avec des pierres dures de dimensions variables, dans des sertissages à froid géométriques le long des bras de la croix. On retrouve cet art sur la couverture de l' Évangéliaire de Théodolinde (Monza, trésor de la Basilique Saint Jean-Baptiste (it)), où deux croix sont martelées sur des plaques en or, avec un motif décoratif similaire (603). Il existait aussi une technique de sertissage à chaud, associant des pierres et des pâtes vitreuses fondues sur un réseau dense d'alvéoles.
La Poule et ses poussins ou la Couronne de fer de Lombardie sont d'autres chefs-d'œuvre de ces techniques lombardes, même si leur datation est plus discutée.

## Armes

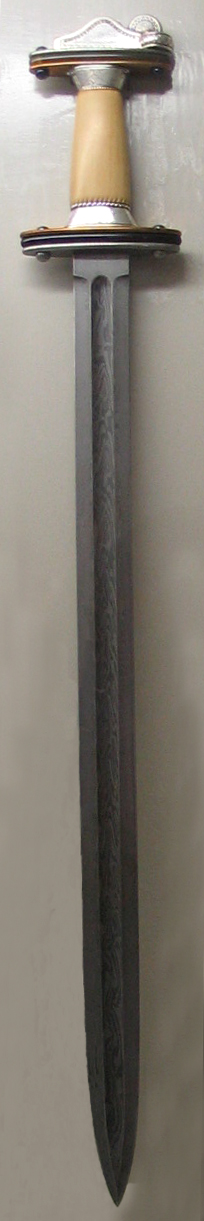
Epée lombarde

La production et décoration des armes emprunta quelque peu aux styles de l'orfèvrerie, mais développa aussi des caractéristiques propres. Grâce aux trouvailles de mobiliers funéraires, on a le témoignage de grands écus d'apparat en bois recouvert de cuir, sur lesquels pouvaient être appliquées des silhouettes en bronze : par exemple sur l'écu de Stabio (musée d'histoire de Berne) étaient clouées des représentations d'animaux et de figures équestres caractéristiques, au dynamisme contemporain raffiné. La tombe du cavalier de Hankenbostel contenait une épée et divers ustensiles en fer du IIe siècle.
Parfois, on a cherché à reprendre des modèles classiques, comme sur la plaque frontale de casque de Val di Nievole, dite Plaque du roi Agilulf (début du VIIe siècle), qui est aujourd'hui à Florence au Musée national du Bargello, où certaines images composent une parade royale, qui représente symboliquement le pouvoir souverain, avec deux victoires ailées presque caricaturales, mais qui témoignent de l'effort de réutiliser des modèles antiques (avec une touche lombarde synthétique).

## Architecture

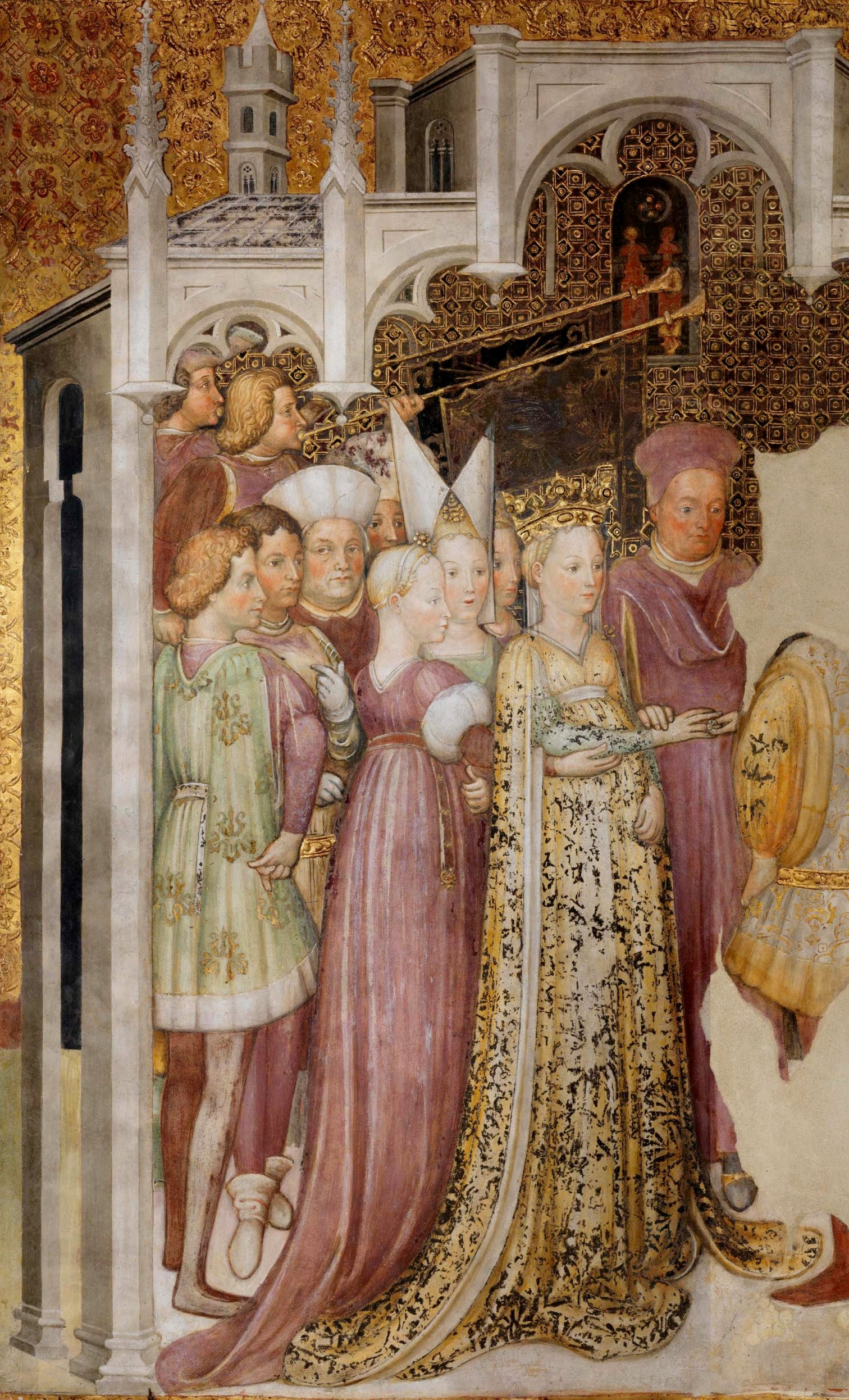
La reine des lombards Théodelinde, Fratelli Zavattari, Dôme de Monza, 1444

Le centre le plus important de la culture lombarde fut Pavie, capitale de leur règne de 625 à 774, où malheureusement la majeure partie des édifices construits entre les VIIe et VIIIe siècles a été détruite ou a subi des modifications radicales. Il reste néanmoins quelques morceaux architecturaux dans les Musées Civiques de Pavie, qui, avec des reconstitutions graphiques et les restes encore visibles, ont permis de classer l'architecture lombarde comme parfaitement anticlassique.
L'église Sainte Marie en Pertica (érigée en 677), aujourd'hui disparue, avait un plan circulaire constitué d'un déambulatoire formé d'un anneau délimité par six colonnes. Le corps central, se distinguant d'autres basiliques à plan circulaire comme Constantinople ou Ravenne, était extrêmement élancé et fut la référence pour les architectures successives comme la Chapelle Palatine d'Aix-la-Chapelle ou l'église Sainte Sophie à Bénévent. Un exemple lombard de même typologie : le Baptistère de Lomello.

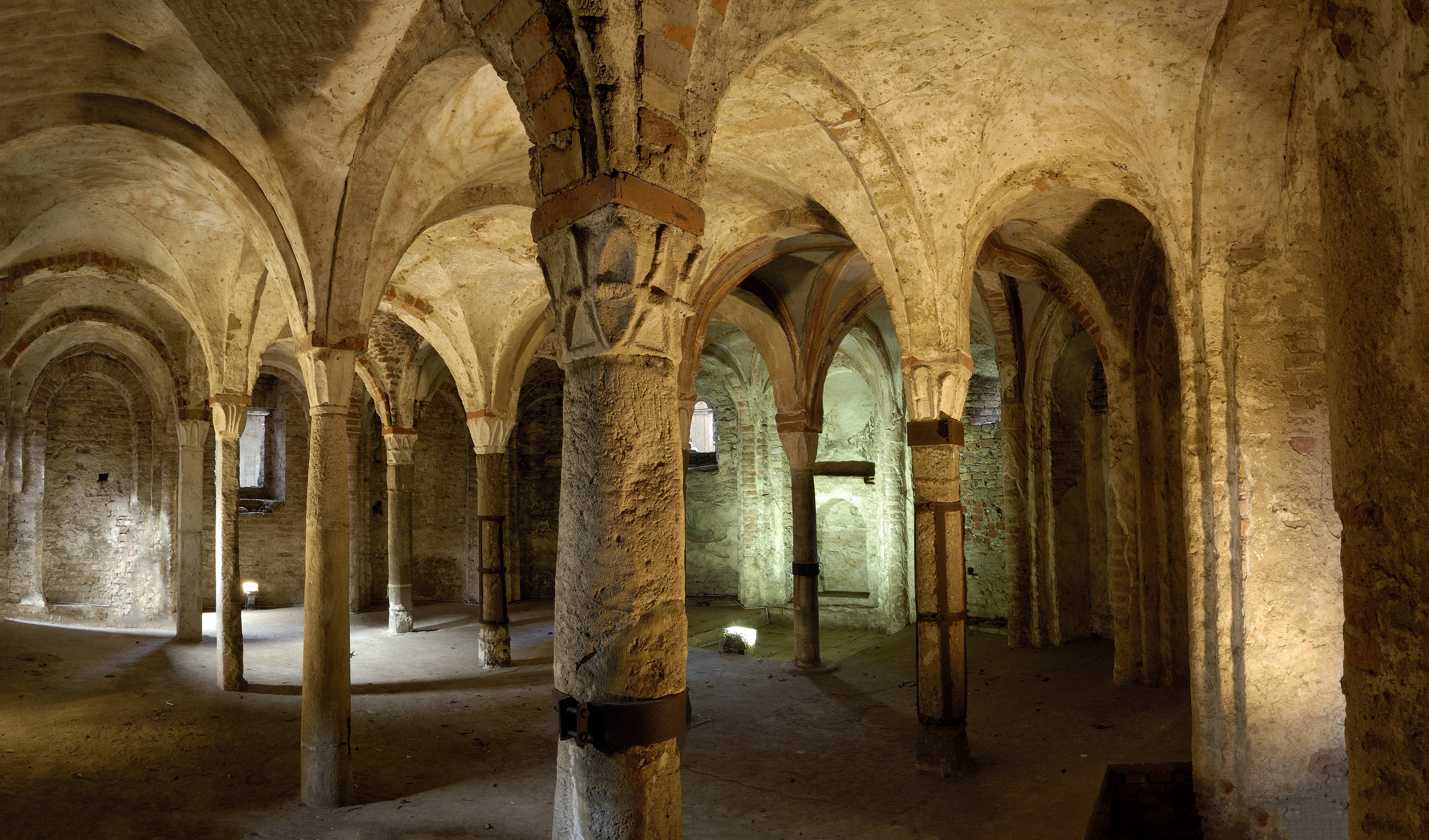
Crypte de l'église Sant'Eusebio de Pavie

L'église Saint Eusèbe de Pavie est intéressante. Bâtie comme cathédrale arienne par Rothari (636-652), elle fut, sous l'impulsion de Théodolinde, le cœur de la conversion au catholicisme des Lombards. Du VIIe siècle, il reste aujourd'hui la crypte, qui, bien que remaniée durant l'époque romane, montre encore de très rares chapiteaux, d'aspect brut, mais avec des formes originales découlant de l'orfèvrerie, fondamentaux pour comprendre l'éloignement de l'art classique. Par le passé, ils étaient peut-être recouverts de pâtes vitrées ou de grosses pierres colorées, qui leur auraient donné un aspect plus majestueux et gracieux. L'un est divisé en champs clos triangulaires rappelant les coeve fibule alvéolées, tandis que l'autre présente des ovales longitudinaux, ressemblant à de grandes feuilles d'eau, qui semblent dériver des fibules à cigale, employées dans toute l'orfèvrerie barbare par des modèles orientaux. 

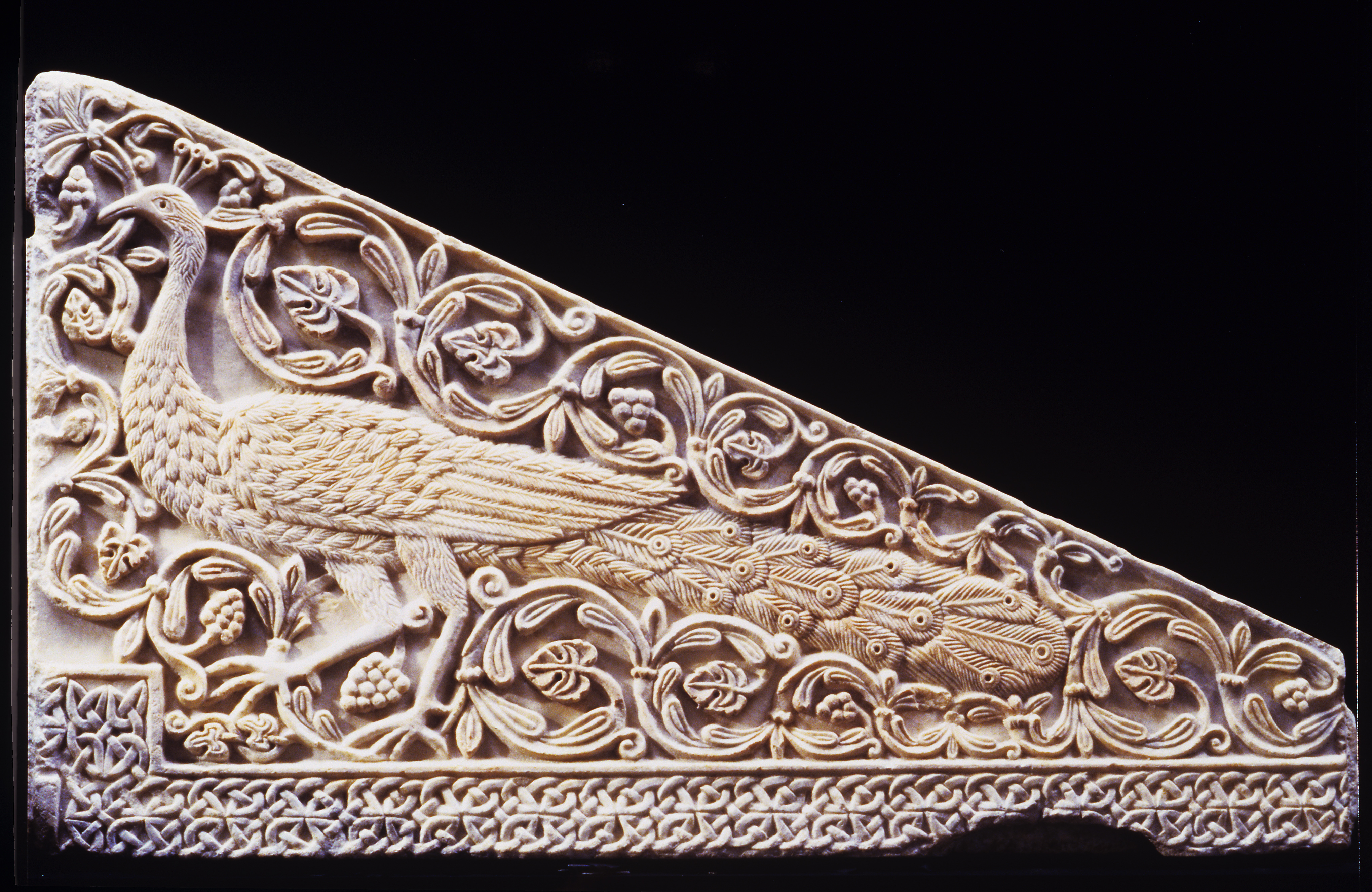
Fragment subsistant de la décoration architecturale en stuc de l'église San Salvatore de Brescia, VIIIe siècle, arborant des thèmes romains et paléochrétiens très répandus à cette époque : paon, rinceaux, entrelacs.

Le monument lombard le plus connu et le mieux conservé se situe à Cividale del Friuli et est appelé Petit temple lombard, bâti vers le milieu du VIIIe siècle où, par le passé, s'élevait la gastaldie, c'est-à-dire le palais du gastalde, seigneur de la ville, et donc probable chapelle palatine. Quand la gastalderie fut transformée en monastère, le petit temple prit le nom d'oratoire de Sainte Marie en Vallée. Il est composé d'une salle à base carrée. Le presbytère est sous une loge à trois assises avec des voûtes à tonneau parallèles. Le côté ouest était l'ancienne cloison d'entrée. On y trouve de nombreux restes ornés d'extraordinaires décorations à plâtres et à fresques. Le tympan de la porte est encadré d'entrelacements de vigne avec grappes. Au centre est représenté le Christ entre les Archanges Michel et Gabriel. Dans le même registre, on note une bande décorée avec des Martyrs. Au niveau supérieur, la partie la plus intéressante est constituée par l'ornement, librement superposé aux éléments architecturaux originaux de l'édifice. Ici on trouve, en relief, huit images de saints en stuc très bien conservées : leurs figures monumentales sont à relier aux modèles classiques, revus selon la culture lombarde. Les linges des vestes richement décorées ont un aspect rectiligne accentué et rappellent les modèles byzantins. L'abside était anciennement décorée à mosaïque, mais il n'y a plus aucune trace aujourd'hui.

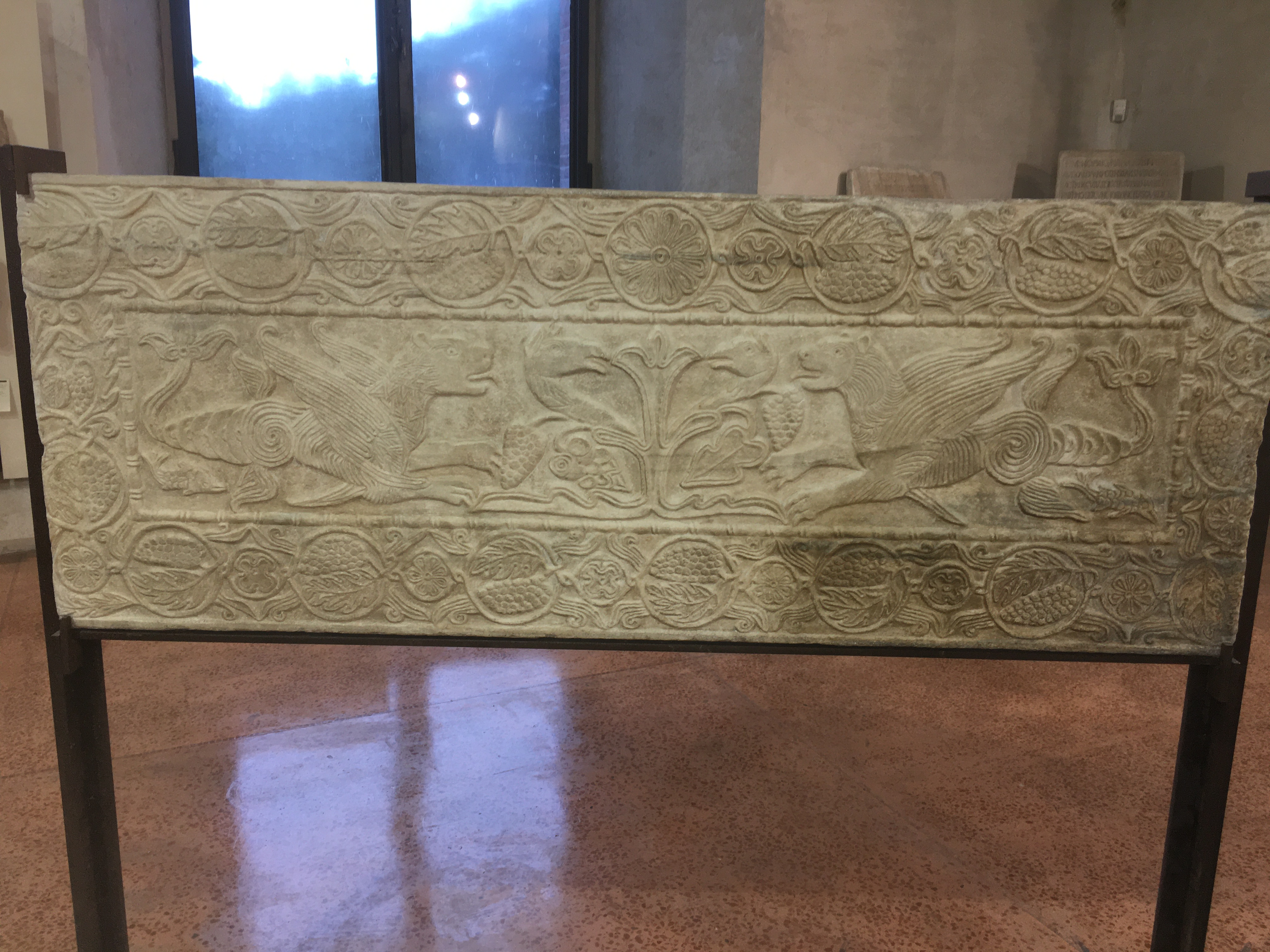
L'un des plutei de Theodota, VIIIe siècle, Musées civiques de Pavie.

Le petit temple est particulièrement important parce  qu'il témoigne de la coexistence de motifs purement lombards (ornements) et d'une reprise de modèles classiques, créant une sorte de continuité entre l'art classique, l'art lombard, l'art carolingien (dans les chantiers desquels travaillaient souvent des maîtrises lombardes, comme à Brescia) et ottonienne.
D'autres traces de l'architecture lombarde se trouvent à Pavie (le Palais royal de Pavie, l'Église de San Giovanni Domnarum, le Monastère San Felice, la basilique de Saint Pierre en Ciel d'Or), à Monza (le Dôme de Monza) ou en d'autres localités (par exemple, la Basilique Autarienne de Fara Gera d'Adda, près de Bergame, ou l'église de Saint Sauveur à Brescia) qui ont été amplement remaniées durant les siècles suivants.
Dans le cadre religieux, l'impulsion donnée par divers souverains lombards (Théodolinde, Liutprand, Didier de Lombardie) à la construction de monastères est notoire.
Ceux-ci étaient des outils de contrôle politique du territoire et d'évangélisation catholique de toute la population du règne. Parmi les monastères érigés à l'époque lombarde se détache l'abbaye de Saint Colomban Bobbio, fondée par Saint Colomban.

## Sculpture
Les meilleurs exemples de sculpture lombarde se trouvent à Cividale del Friuli et à Pavie. Aux Musées civiques de Pavie sont conservés deux plutei du début du VIIIe siècle provenant de l'oratoire de Saint Michel a la Pusterla. 
Des paons s'abreuvant à une fontaine surmontée d'une croix et des dragons marins devant l'arbre de la vie sont représentés entre des encadrements très élaborés à l'aide de sarments et éléments végétaux. Un relief bidimensionnel se détachant de manière incisive du fond avec un effet calligraphique incisif relève une stylisation hautement symbolique.
Toujours à Pavie, est conservée la Plaque funéraire du duc Adaloaldo, remontant à 718, sur laquelle est ciselée une longue inscription, enrichie par des bas-reliefs d'inspiration végétale. 

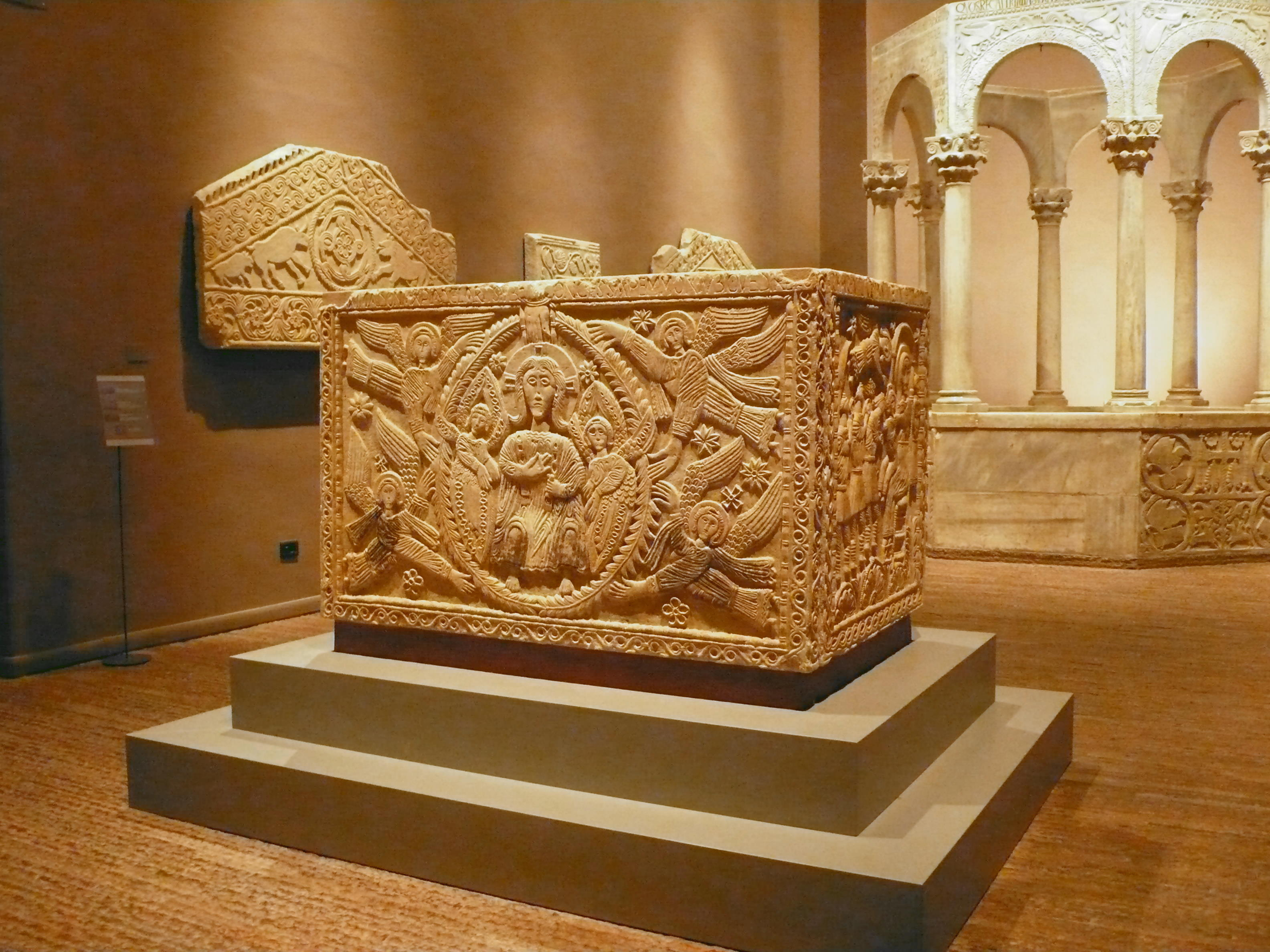
LAutel du duc Ratchis et, derrière, le Baptistère de Calliste, à Cividale.

Deux œuvres de grand prestige (encore présentes à Cividale) furent taillées pendant ce qui est parfois appelé la Renaissance liutprandienne (début du VIIIe siècle, en particulier dans la décennie 730-740) .
- L'Autel du duc Ratchis, dans le Musée Chrétien de Cividale. Composé d'un unique bloc de pietra d'Istria[1], taillé sur quatre faces latérales avec des images bidimensionnelles et avec une prédominance des reliefs en méplats. Cet effet, joint à la stylistique des images et le sens calligraphique, fait ressembler l'autel plutôt à un coffret monumental.

- Le Baptistère de Calliste, toujours au Musée Chrétien de Cividale. Constitué de deux plaques sculptées très semblables à l'autel du duc Ratchis (peut-être réalisé par le même auteur). Orné de figures symboliques se rapportant au sacrement du baptême (paons et griffons à la source, lions et agneaux, symboles christologiques, Évangélistes, etc.). Une forme octogonale est surmontée par des arcades soutenues par des colonnes de corinthie. Sur les arcades  se trouvent aussi des inscriptions et des motifs décoratifs végétaux, animaliers et géométriques.

La Plaque tombale de Saint Cumian est d'exécution raffinée, près de l'abbaye de Bobbio, datant du règne de Liutprand, qui porte une inscription centrale, encadrée par un double encadrement de motifs géométriques (série de croix) et phytomorphiques (sarments de vignes).

## Peinture

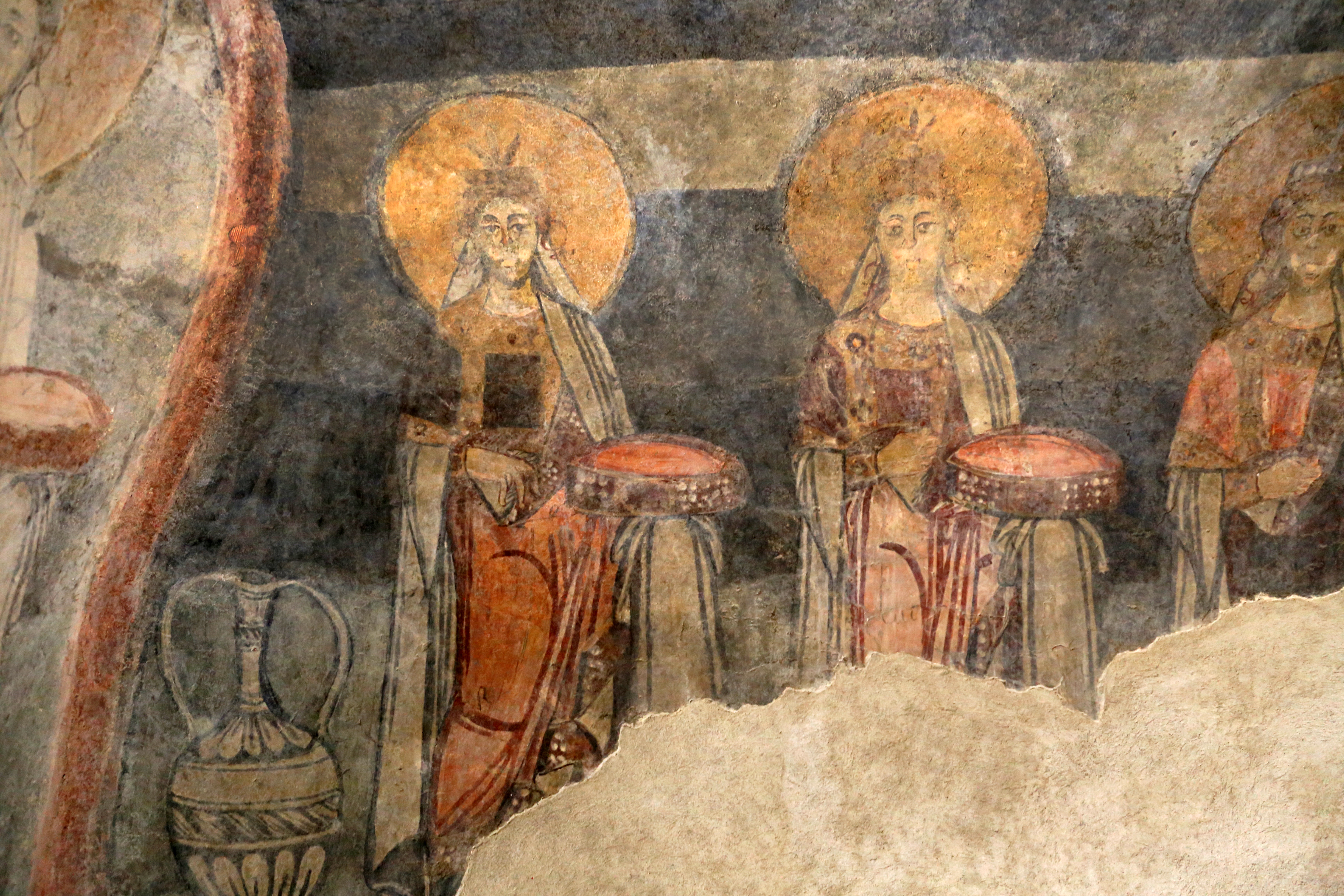
Angelo, détail de la décoration de fresque de la crypte d’Épiphane, deuxième quart du IXe siècle

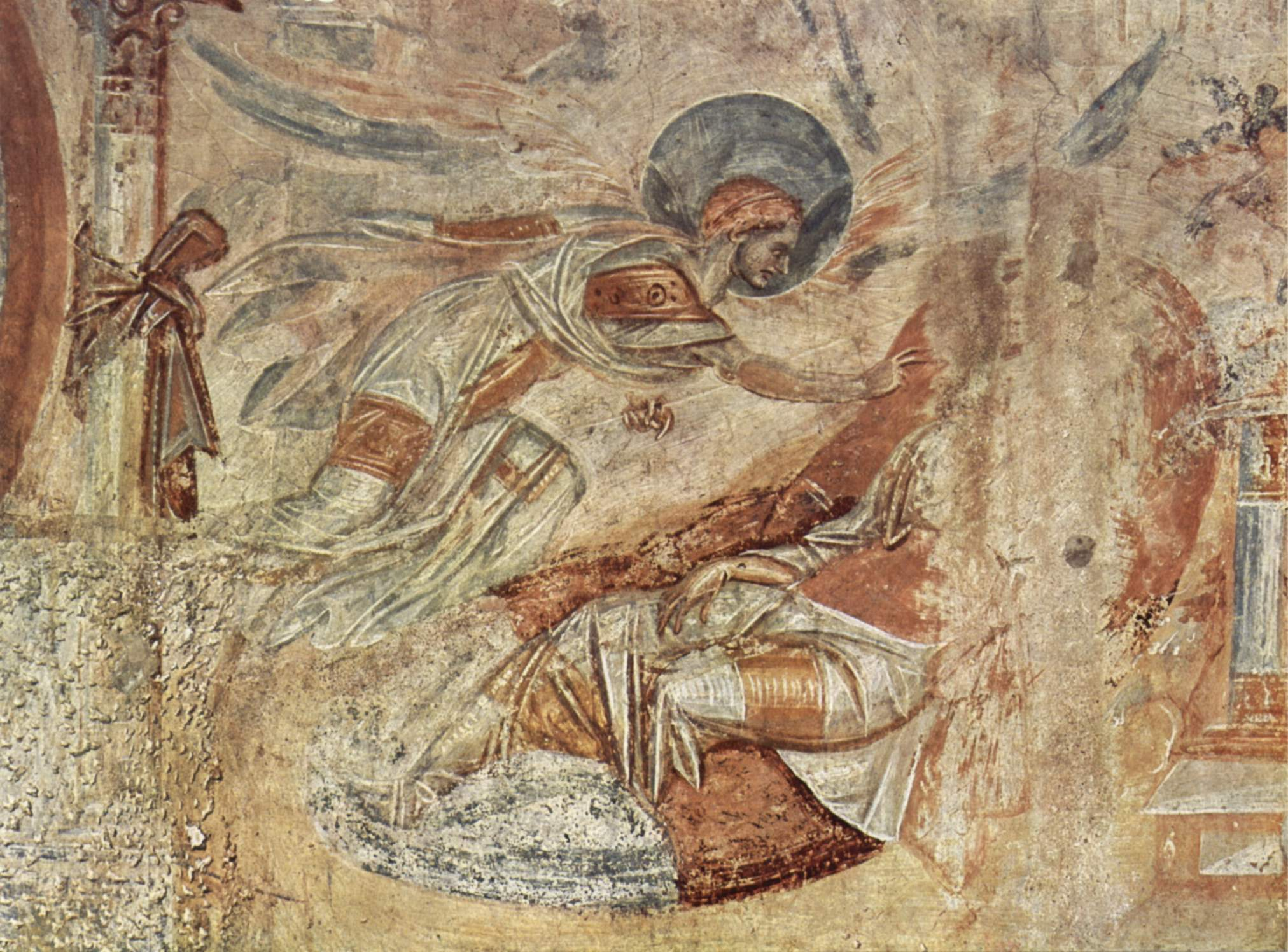
Fresques dans l'église paroissiale de Castelseprio (chœur est), scène: Apparition de l'ange à Joseph

Quelques témoignages extraordinaires se trouvent dans certains monastères de la « Lombardie mineure », en particulier en Campanie, Molise et Apulie, datant surtout de la fin du VIIIe et du début du IXe siècle. Les ducats lombards de cette zone ont eu une vie supérieure à ceux situés au nord des Apennins. Parmi les centres monastiques majeurs, on note le sanctuaire de Monte Gargano sur le Gargano (fondé pendant le VIe siècle), la puissante abbaye du Mont-Cassin (fondée en 529 et très active pendant la période de l'abbé lombard  Gisulfe, 797-817) et l'abbaye Saint-Vincent du Volturne (fondée à la fin du VIIIe siècle).
Un important lot de peintures datant de l'époque de l'abbé Épiphane (797-817) est conservé dans la crypte de Saint-Vincent. Ces peintures sont caractérisées par un style lié à la coeva école de  miniatures bénéventienne, d'un dessin plutôt délié, avec des couleurs lumineuses. 
D'autres exemples de peinture bénéventienne se trouvent dans l'église de Saint-Blaze à Castellammare di Stabia, dans l'église des saints Rufo et Carponio à Capoue et dans la grotte de Saint-Michel à Olevano sul Tusciano, mais les restes les plus significatifs se trouvent dans l'église Sainte-Sophie à Bénévent, fondée en 760 par Arigis II de Bénévent. Caractérisée par une salle centrale, d'une structure originale avec des niches stellaires, elle possède trois absides et sur les parois des restes notoires de fresques.
Les fresques de l'église de Sainte Marie foris portas de Castelseprio (Province de Varèse) font partie des rares exemples d'art d'époque lombarde ayant survécu aux siècles. Leur datation est néanmoins très contestée. Aujourd'hui on tend à les attribuer plutôt à un artiste byzantin (peut-être constantinopolitain), exerçant en Italie entre les VIIIe et IXe siècles, après la diaspora des peintres ayant succédé à l'iconoclastie. Même du point de vue des contenus symboliques, le cycle exprimerait une vision de la religion parfaitement en phase avec la dernière période du règne lombard : éliminée, au moins nominalement, la conception du Christ arienne. La consubstantialité des deux natures, humaine et divine, du fils de Dieu y est reproposée.

## Miniature
Pendant l'ère lombarde, la miniature connut un développement important, surtout à l'intérieur des monastères. Elle est appelée école lombarde (ou « franco-lombarde »). C'est une tradition décorative particulière. Cette expression artistique rejoignit sa plus haute maturité dans les codes rédigés dans les monastères de la deuxième moitié du VIIIe siècle.

## Galerie photos

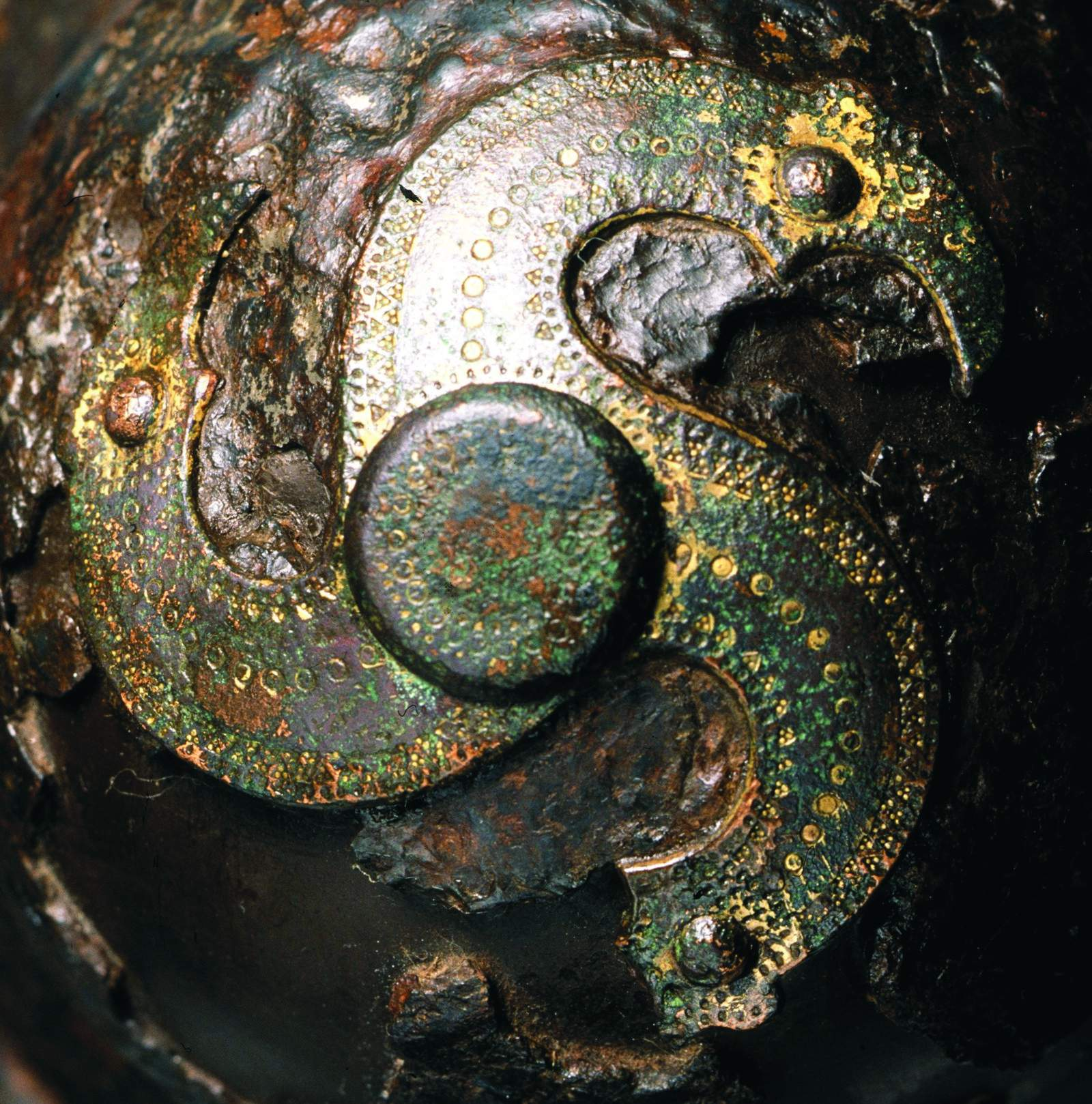
Umbo Lombard
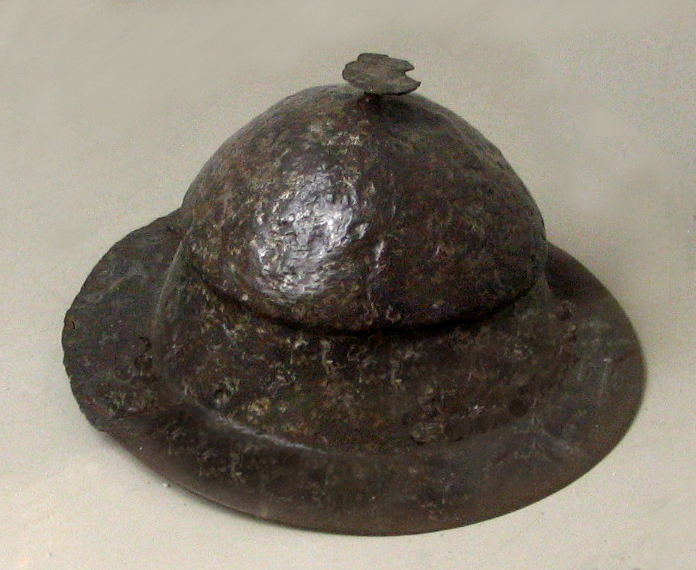
Umbo Lombard
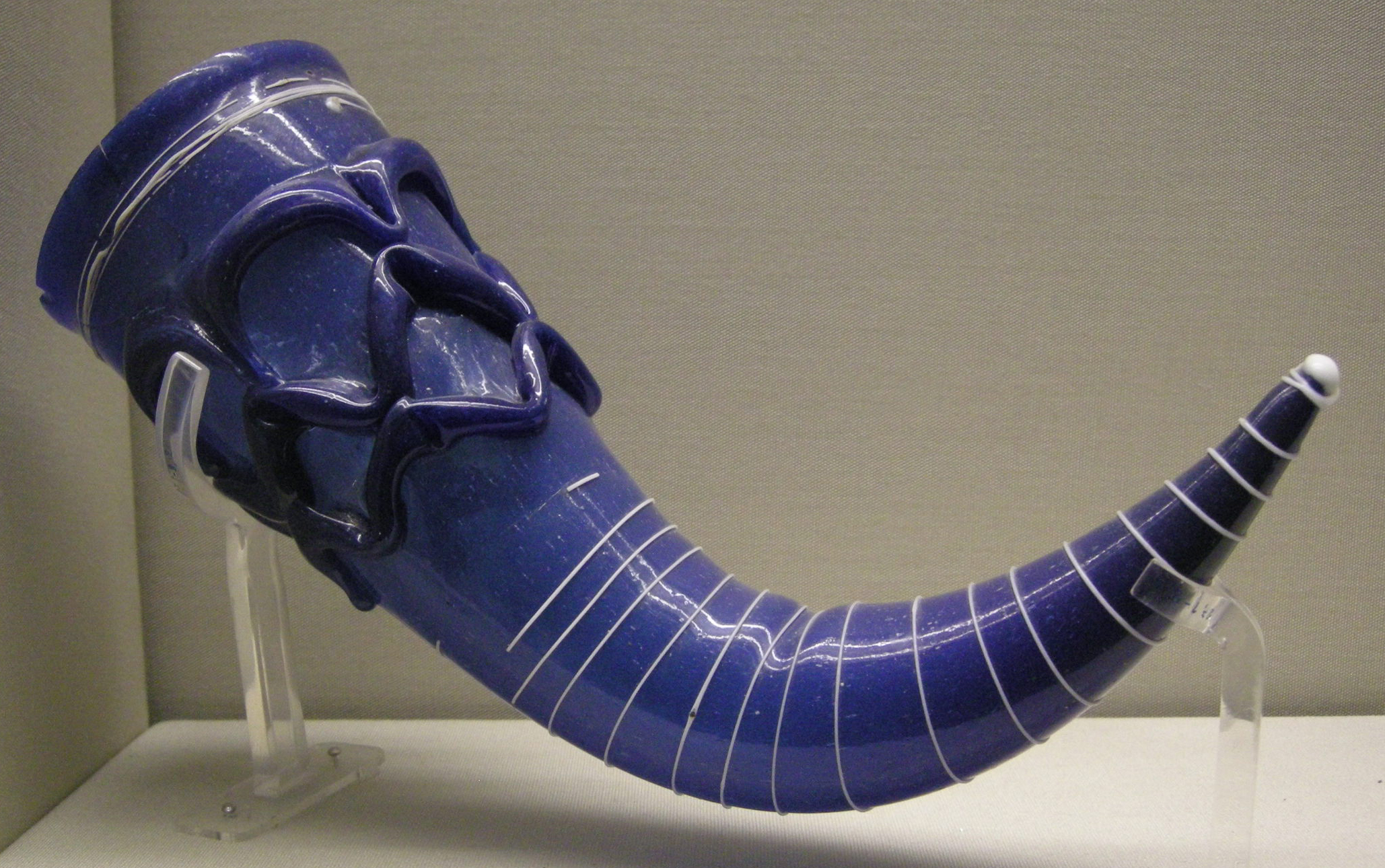
Corne à boire de Castel Trosino (province d'Ascoli Piceno)
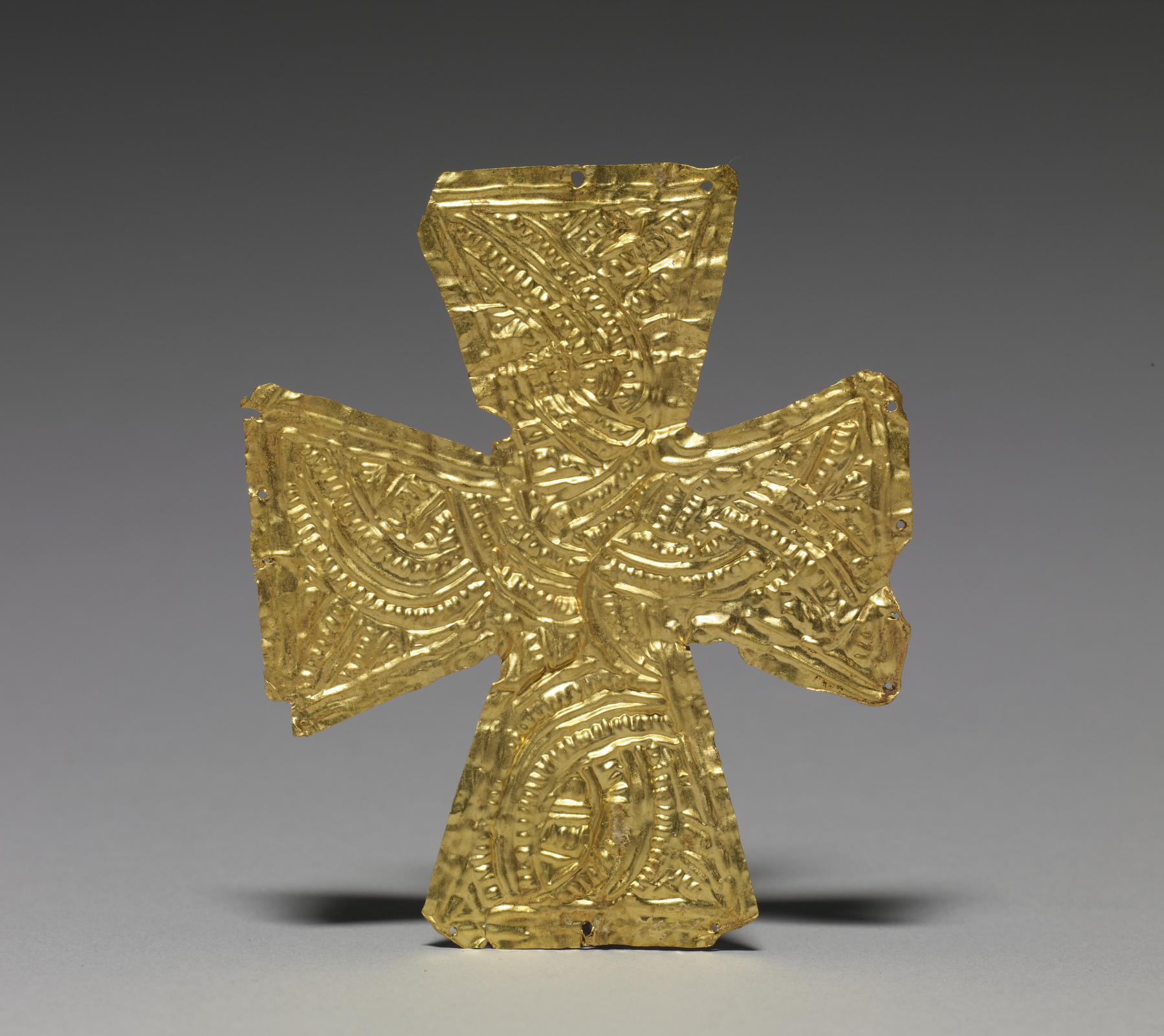
Croix de feuille d'or lombarde
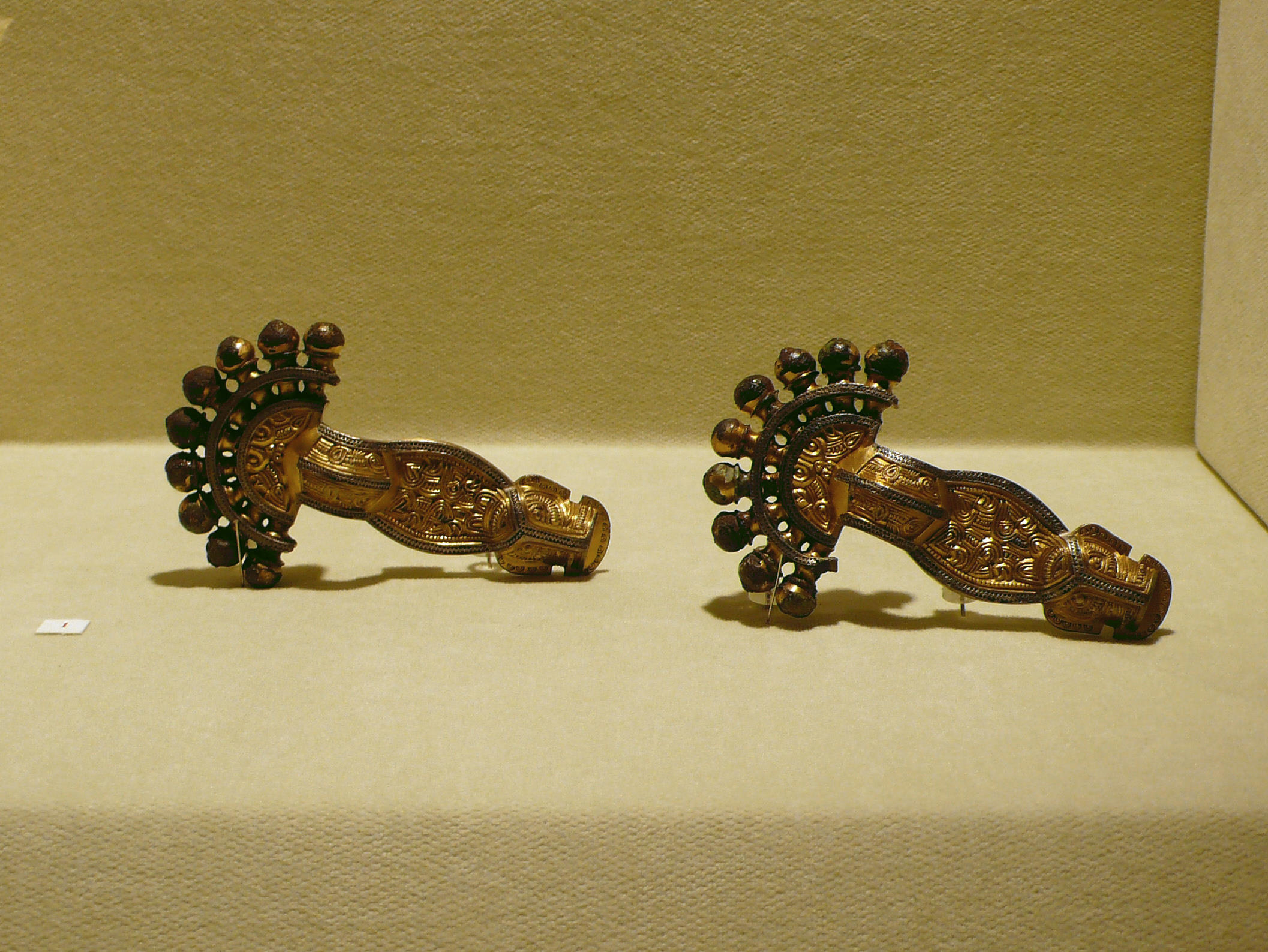
Fibule lombarde
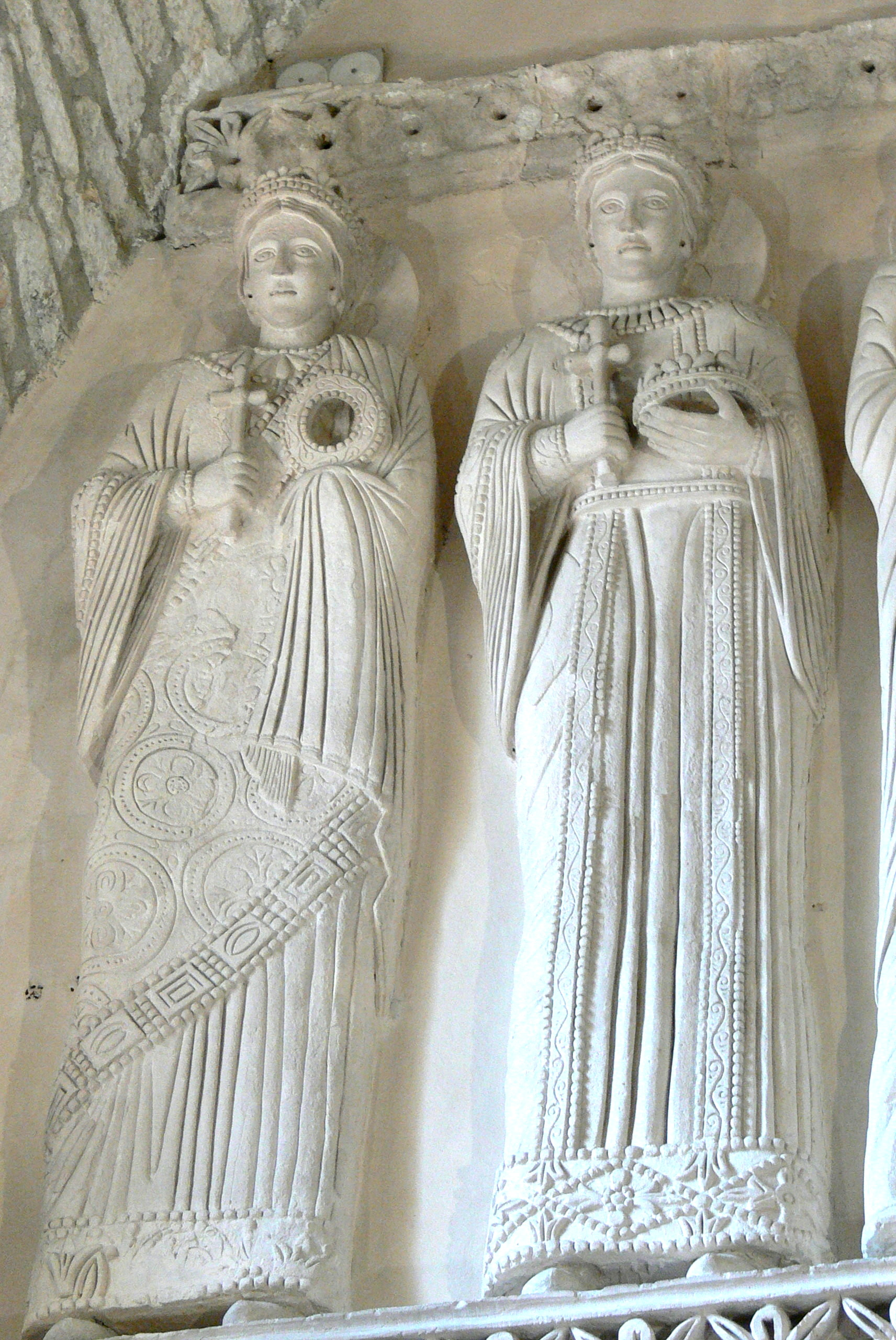
Sculpture lombarde du VIIIe siècle représentant des martyrs féminines, basée sur un modèle byzantin. Tempietto Longobardo, Cividale del Friuli
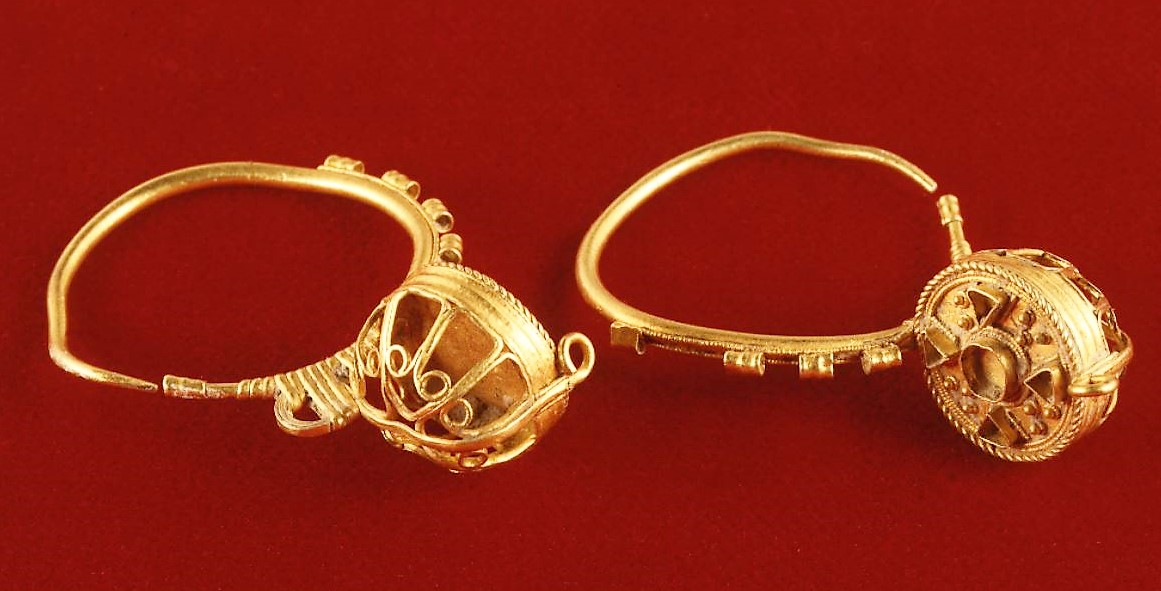
Boucles d'oreilles de la période lombarde trouvées dans une sépulture dans l'église Sant'Eusebio, Musées Civiques de Pavie.
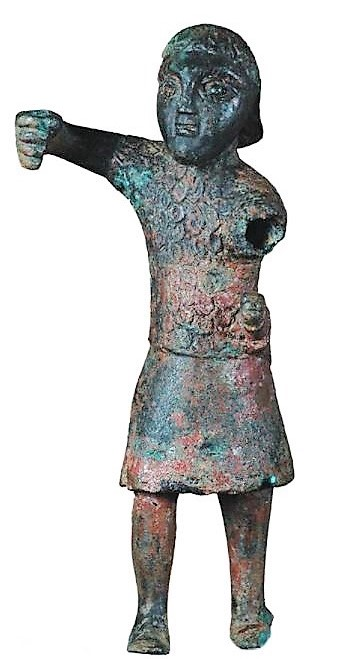
Bronzette représentant un guerrier (VIIIe siècle), Musées Civiques de Pavie.